# Муниципальное здание Манхэттена
Муниципальное здание имени Дэвида Н. Динкинса — сорокаэтажное здание высотой 180 метров. Оно было построено с целью восполнить нехватку зданий для государственных учреждений после объединения пяти районов города в 1898 году. Строительство началось в 1909 году и продолжалось до 1914 года. Общая стоимость строительства составила 12 миллионов долларов США (эквивалентно 232 730 000 долларов США в 2020 году). Спроектированное компанией McKim, Mead & White, муниципальное здание Манхэттена было одним из последних зданий, возведенных в рамках движения «Город красив» в Нью-Йорке. Его архитектурный стиль характеризуется как римский, итальянский Ренессанс, французский Ренессанс или бозар. Муниципальное здание является одним из крупнейших правительственных зданий в мире: его площадь составляет около 93 тысяч квадратных метров офисных помещений. В основании здания находится станция метро, а на вершине — позолоченная статуя Гражданской славы.
Муниципальное здание было возведено после того, как три предыдущих конкурса на строительство единого муниципального здания для правительства Нью-Йорка потерпели неудачу. В 1907 году городской комиссар по мостам провел конкурс на проектирование здания в сочетании с метро и конечной станцией троллейбуса на Бруклинском мосту, из которых был выбран план компании McKim, Mead & White. Первые офисы в Муниципальном здании были заняты к 1913 году. В последующие годы в здании было проведено несколько реконструкций, включая замену лифтов в 1930-х годах и реставрацию в середине 1970-х и конце 1980-х годов. В 1966 году Комиссия по сохранению памятников архитектуры города Нью-Йорка признала здание достопримечательностью, а в 1972 году оно было включено в Национальный реестр исторических мест.
Небоскрёб является первым зданием со станцией метро в основании. Здание послужило прототипом для Терминал-тауэр в Кливленде, Фишер-билдинг в Детройте и Ригли-билдинг в Чикаго, а также, возможно, для сталинских высоток.

## Общая информация
Расположенное на пересечении Чеймберс-стрит и Центр-стрит, Мьюнисипал Билдинг — одно из самых больших правительственных зданий в мире. В нём располагаются 13 муниципальных агентств Нью-Йорка, 16000 человек ежегодно вступали в брак в манхэттенском свадебном бюро. Здесь 25 этажей рабочего пространства (работают 33 лифта) с 15 дополнительными этажами в башне.
Правительство Нью-Йорка испытывало всё возрастающую потребность в местах с 1884 года, а по сообщению мэра Франклина Эдисона, существующую для этих целей ратушу (City Hall) невозможно было увеличить ввиду особенностей её архитектурного решения.
До постройки Мьюнисипал Билдинг городские службы арендовали разные здания в Даунтауне и Мидтауне Манхэттена, и количество таких аренд возрастало с каждым годом. Правительство, желая сократить арендную плату, вносимую частным владельцам, провело несколько конкурсов на дизайн нового крупного здания, в котором разместятся все службы. Мэр Абрахам Хьюитт назначил комиссию, чтобы изучить подходящие планы и земельные участки в 1888 году, затем были проведены четыре конкурса, между 1888 и 1907 годами. Заключительный конкурс был проведен специальным уполномоченным мостостроя, который уже определил участок для строительства на манхэтенской стороне Бруклинского моста. В финал вышли двенадцать бруклинских фирм, в итоге был принят проект фирмы McKim, Mead & White, на тот момент самой крупной архитектурной фирмы в мире с персоналом более чем 100 человек. Несмотря на такое положение в архитектурном сообществе, Манхэттен Мьюнисипал Билдинг стал их первым небоскребом.
Здание было введено в эксплуатацию в январе 1913 года, но большинство офисов начали функционировать в 1916 году. Были использованы разные виды скульптур и барельефов, но здание больше напоминает классическую романскую архитектуру; для центральной арки послужила прототипом античная арка Константина. Арка Мьюнисипал Билдинг была настолько большая, что сквозь неё можно было организовать свободное автомобильное движение, но в настоящее время сокращенная Чамбер-стрит не позволяет движение автомобилей по восточной стороне.
В настоящий момент в Мьюнисипал Билдинг находятся 13 общественных служб, работает 2000 служащих на площади около 90000 кв.м. Сувенирный магазин продает карты Нью-Йорка, исторические книги и сувениры.

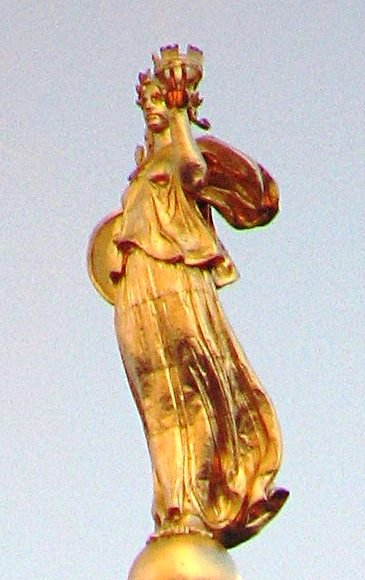
Статуя на крыше

## Статуя на крыше
Статуя Сивик Фэйм (Civic Fame, гражданская слава) на крыше Мьюнисипал Билдинг, установленная в марте 1913 года, — это позолоченная фигура, разработанная Адольфом Вейнманом. Она имеет 8 метров в высоту, это вторая по высоте статуя в Манхэттене. Построенная по пластиковой модели из меди с полостями внутри, статуя похожа на Статую Свободы. Стоя босиком на сфере, она одета в струящееся платье, с лавровым венком, и олицетворяет славу. В её левой руке пятизубцевая корона, представляющая пять округов Нью-Йорка (Манхэттен, Бруклин, Бронкс, Куинс и Статен-Айленд); пять куполов на здании также представляют округа. В её правой руке щит и ветвь лавра, чтобы представить победу и триумф.
Одри Мансон (1891—1996) — манекенщица, которая позировала для Адольфа Вейнмана во время работы над статуей Сивик Фэйм. Одри Мансон также была моделью для «Америки» Даниеля Честера на фронтоне Дома Александра Гамильтона; также она была моделью для более чем дюжины других скульптур. Вейнман также лепил с модели барельефы для здания.

## Агентства, расположенные в здании
Общественные нью-йоркские агентства, расположенные в Манхэттен Мьюнисипал Билдинг, включают: департамент городских административных услуг, департамент финансов, комиссия государственной службы, президент округа Манхэттен, общественный адвокат, финансовый инспектор, комиссия по сохранению исторических памятников, налоговая комиссия, а также департамент информационных технологий и телекоммуникаций, департамент строительства, главный инспектор, департамент по защите окружающей среды.
- New York City Department of Citywide Administrative Services
- New York City Department of Finance
- New York Public Service Commission
- Manhattan Borough President
- New York City Public Advocate
- New York City Comptroller
- New York City Landmarks Preservation Commission
- New York City Office of Payroll Administration
- New York City Tax Commission
- New York City Department of Veterans' Services
- Field offices of the Office of the Mayor, New York City Department of Information Technology and Telecommunications (DoITT), New York City Department of Buildings, New York State Office of the Inspector General, and New York City Department of Environmental Protection.

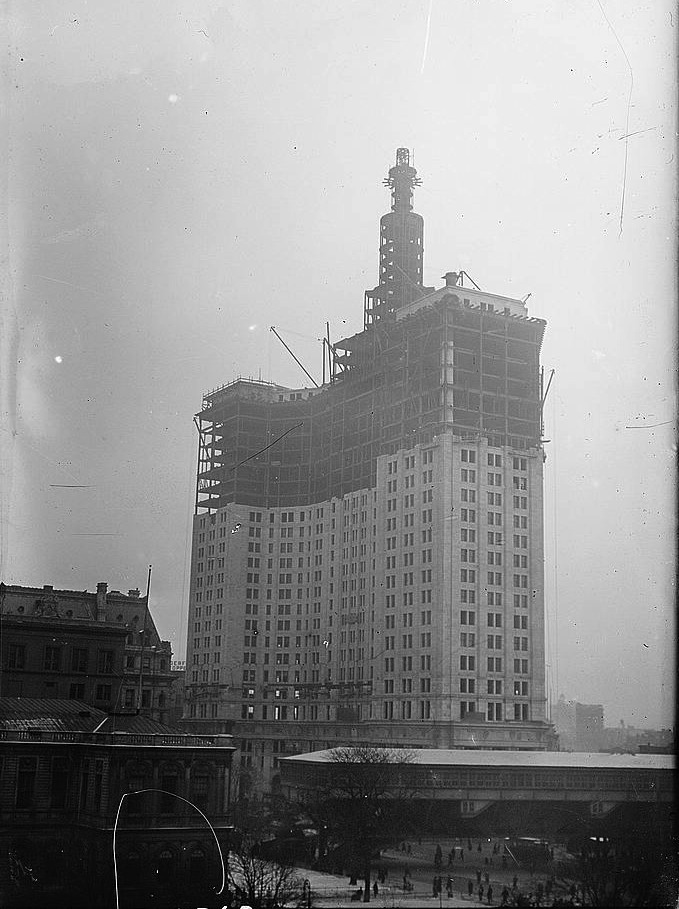
В стадии строительства, 1912 г.
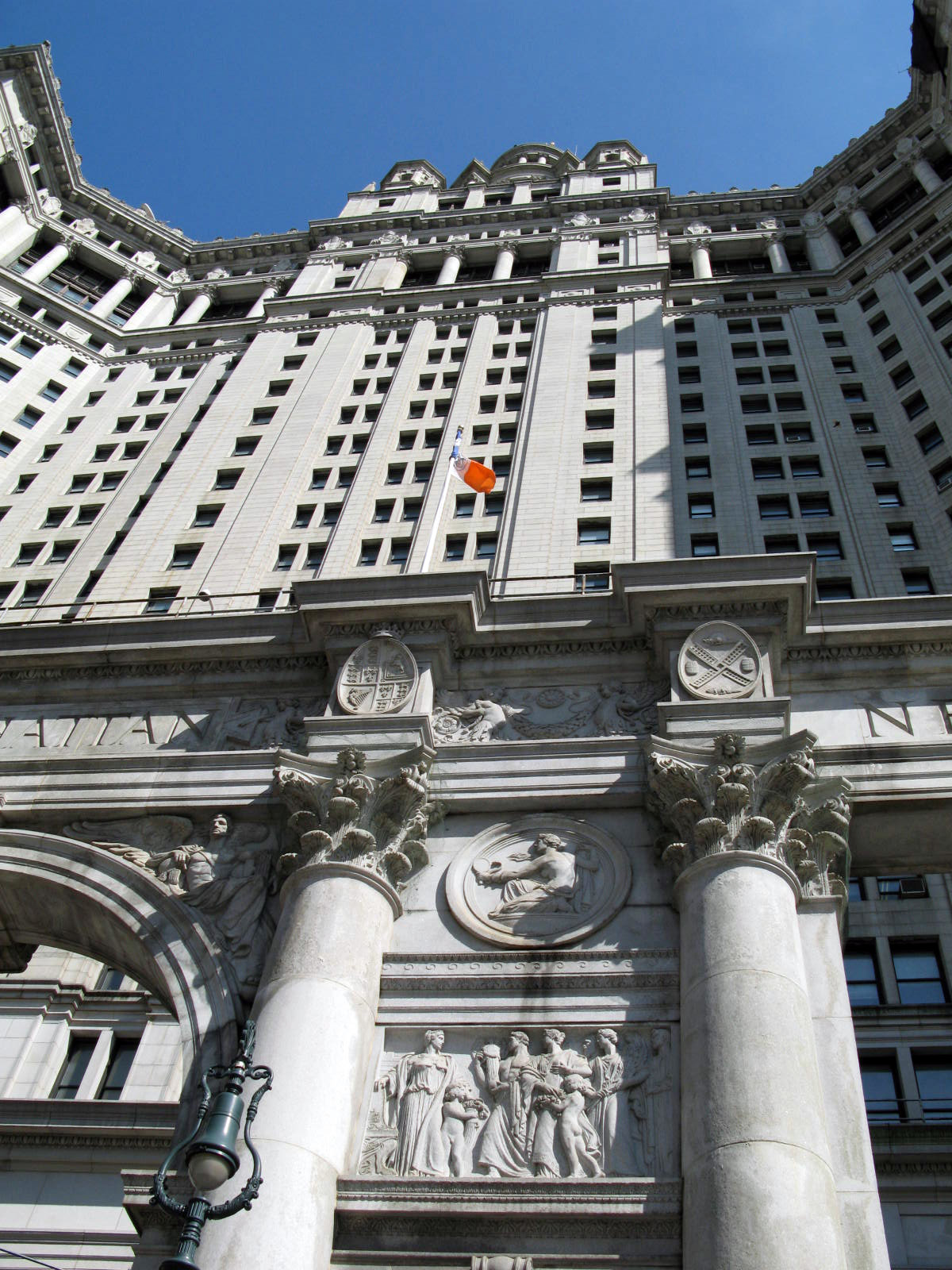
Вид снизу
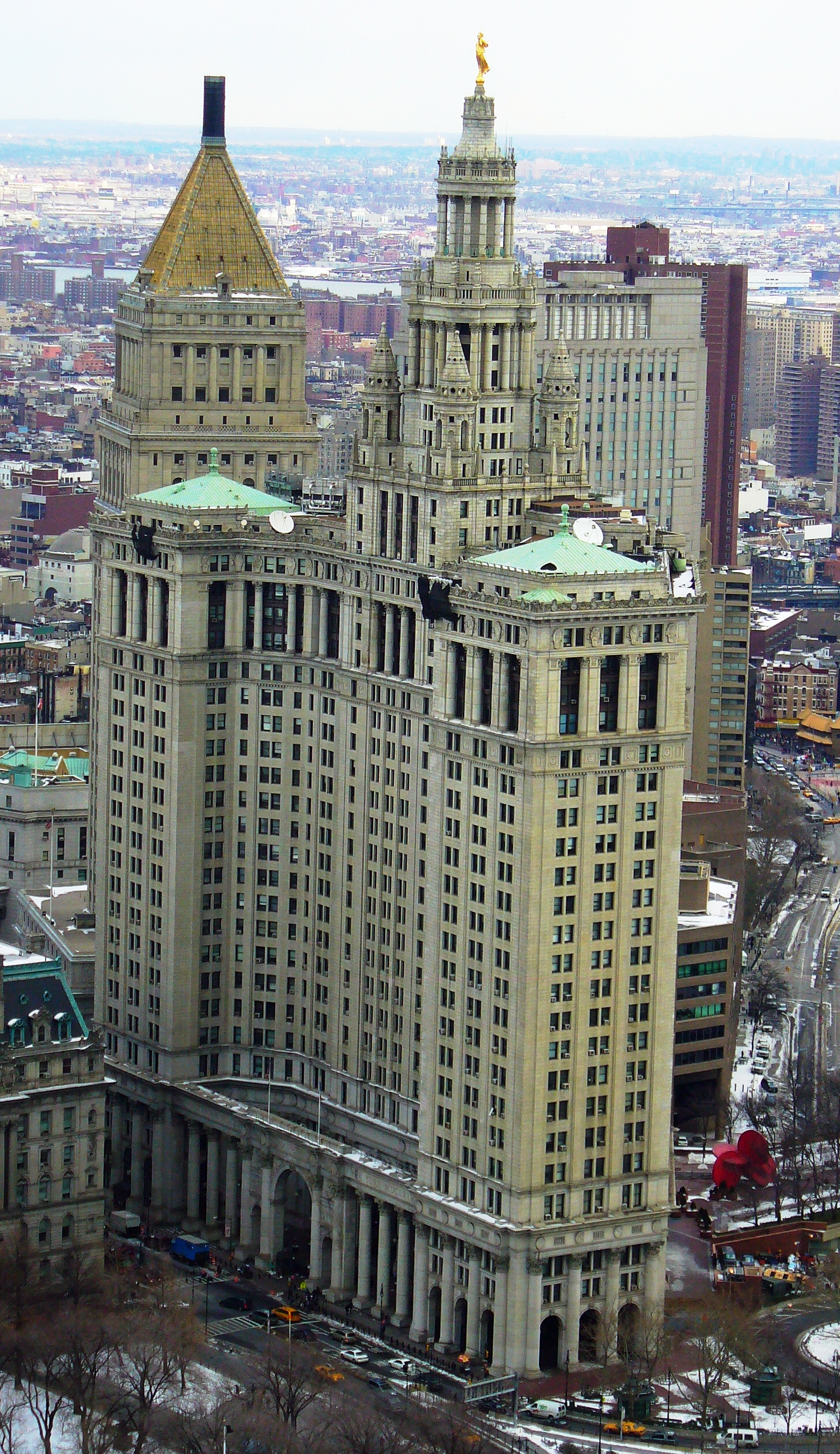
Вид сверху Здания Верховного суда США имени Тургуда Маршалла
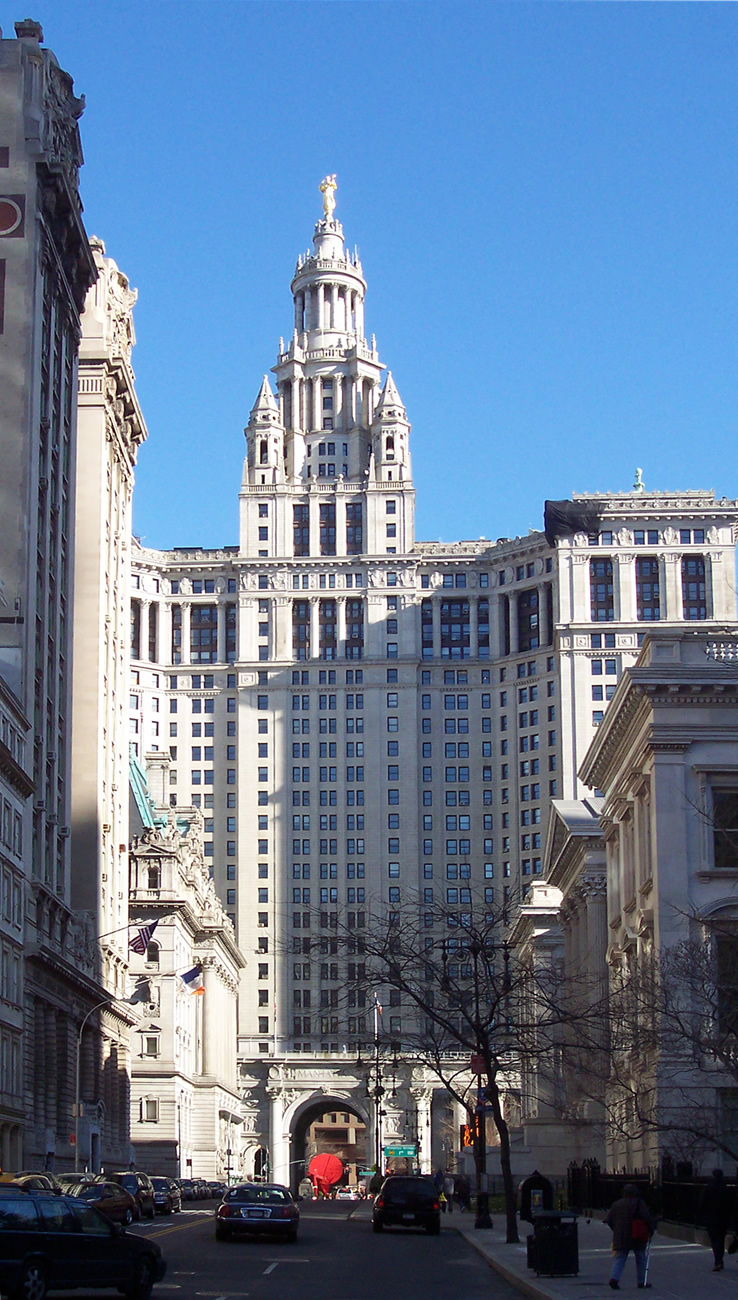
Вид с Чеймберс-стрит
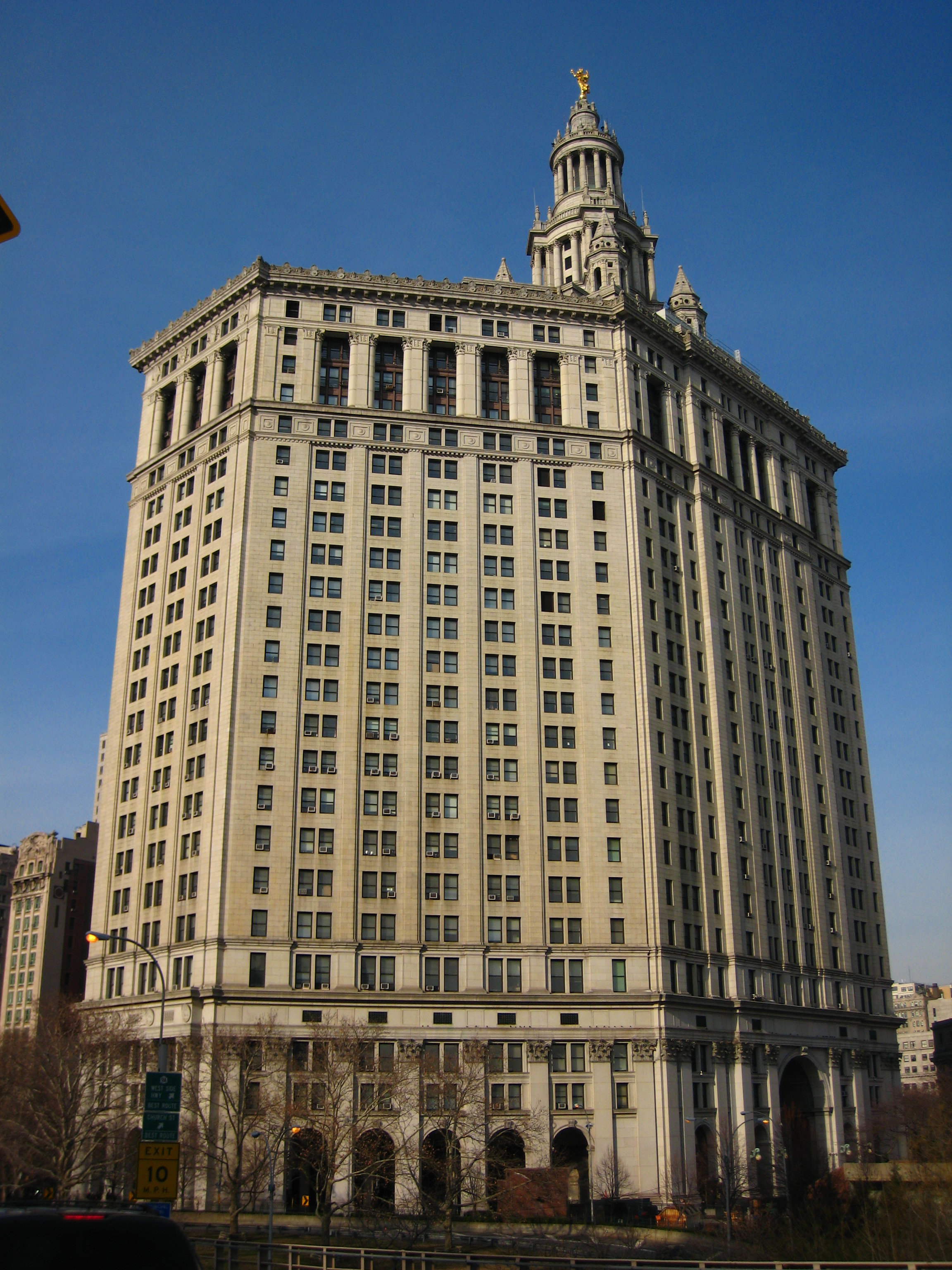
Вид сзади, с Бруклинского моста
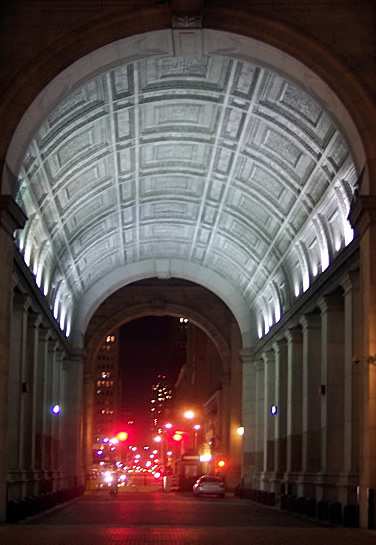
Центральная арка
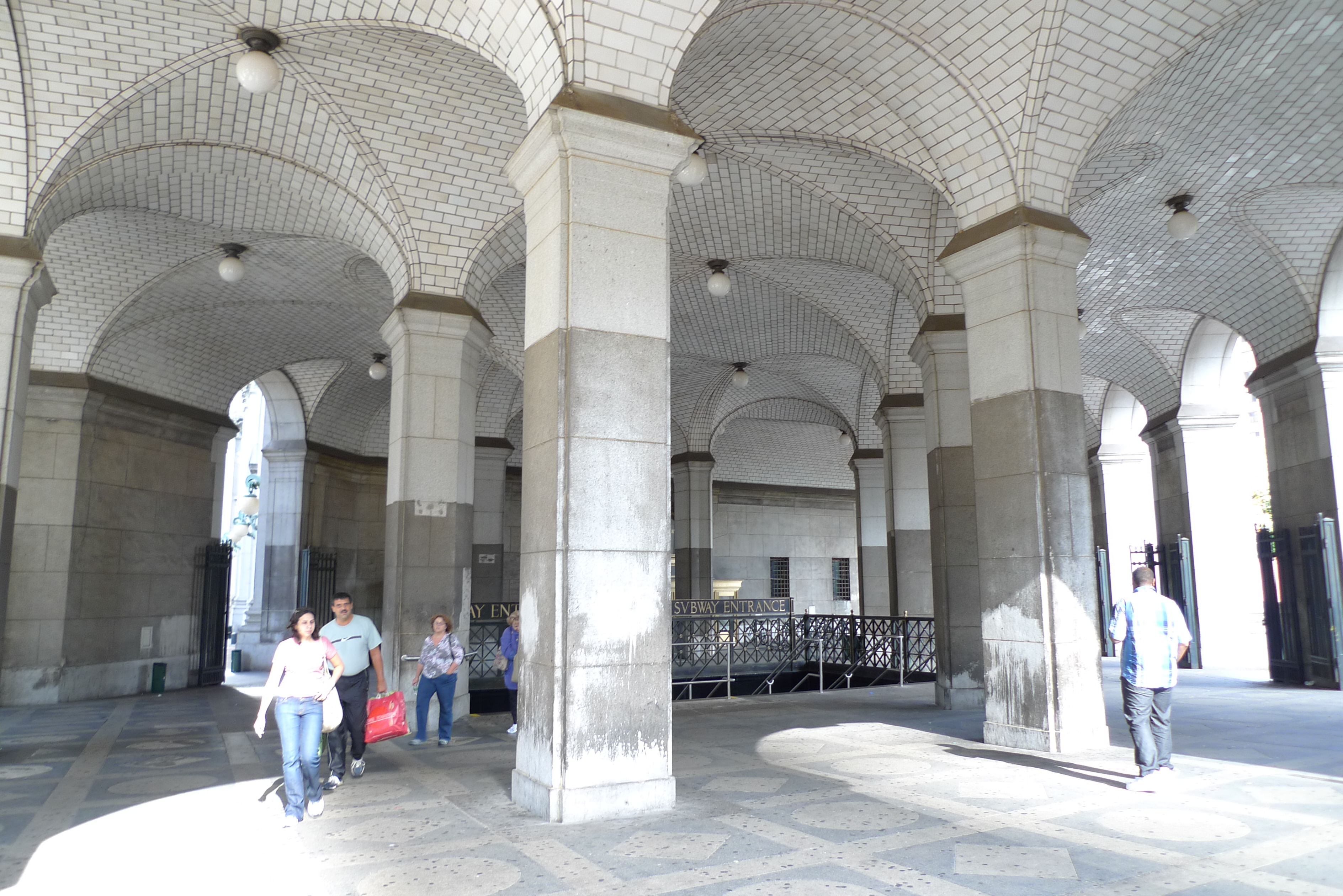
Вход на станцию метро